# Jonny (шахматный движок)
Jonny — шахматный движок, написанный немецким математиком и программистом Йоханнесом Званзгером.
В 2015 году Jonny выиграл World Computer Chess Championship. Он был запущен в Байройтском университете на высокопроизводительном компьютере «btrzx3» на базе Linux, работающем на 2400 ядрах AMD x86-64 с тактовой частотой 2.8 ГГц.